# Praça de Urquinaona

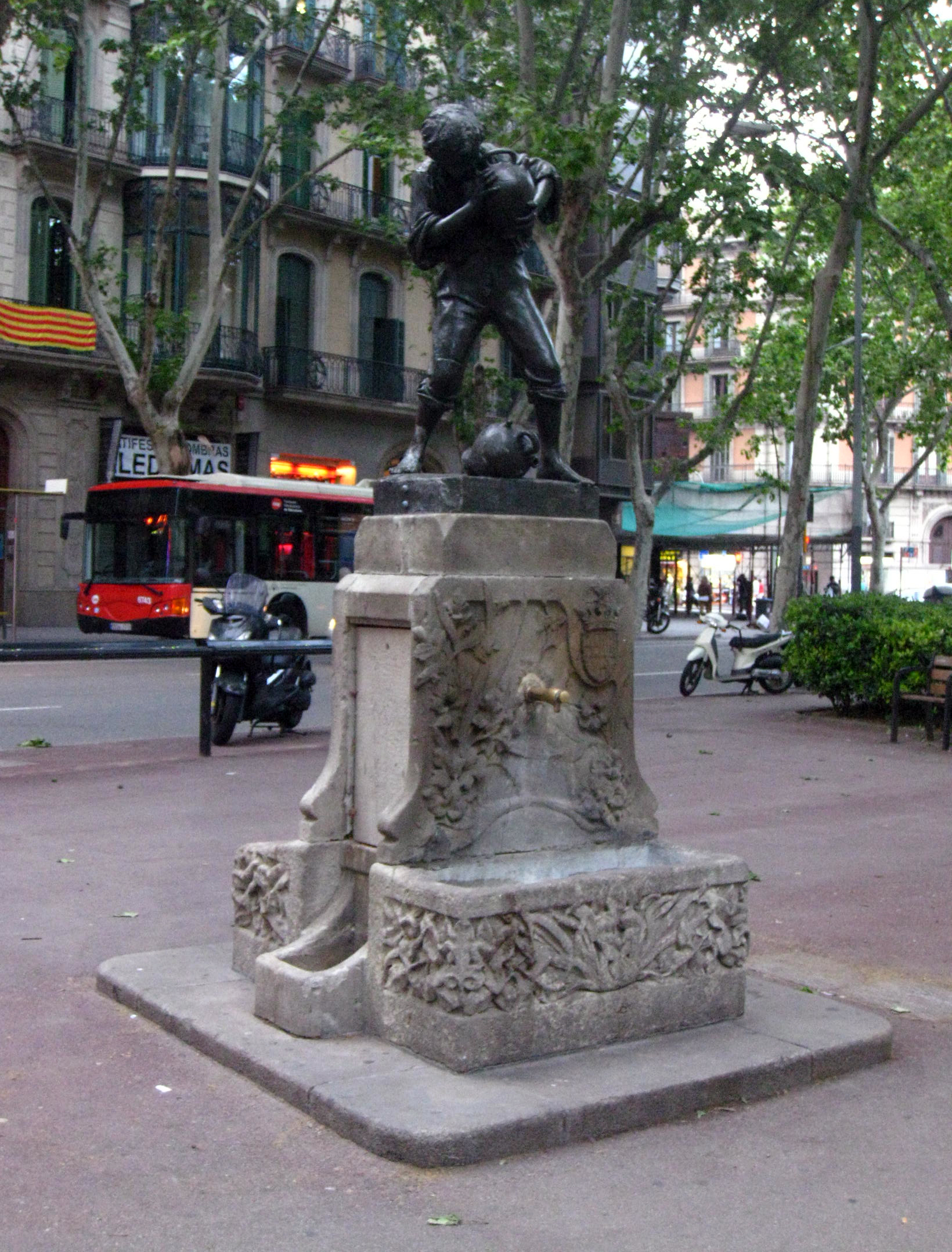
Fonte do Menino dos Cântaros, no centro da praça.

A praça de Urquinaona é uma praça no bairro Dreta de l'Eixample, na cidade de Barcelona, na Espanha. Nela, confluem: a ronda de Sant Pere; a via Laietana; e as ruas Fontanella, Ausiàs March, Pau Claris, Trafalgar e Roger de Llúria. Nela, existe uma das entradas para a estação Urquinaona de metrô. A superfície urbanizada é de 18 050 metros quadrados, com uma área ajardinada central, onde está localizada a fonte do Menino dos Cântaros (1912), de Josep Campeny i Santamaria. O edifício mais alto da praça é a torre Urquinaona. Outros edifícios de destaque são o teatro Borràs e o edifício Fàbregas (1944), o primeiro arranha-céus de Barcelona. 

## História
A praça foi criada em 1857, depois da demolição dos fortes de Sant Pere e Jonqueres. Seu primeiro nome foi "praça Nova de Jonqueres". Ela recebeu seu nome atual em homenagem a José María Urquinaona e Bidot (1813-1883), que foi bispo de Barcelona entre 1878 e 1883. 